# Maksymilian Cercha

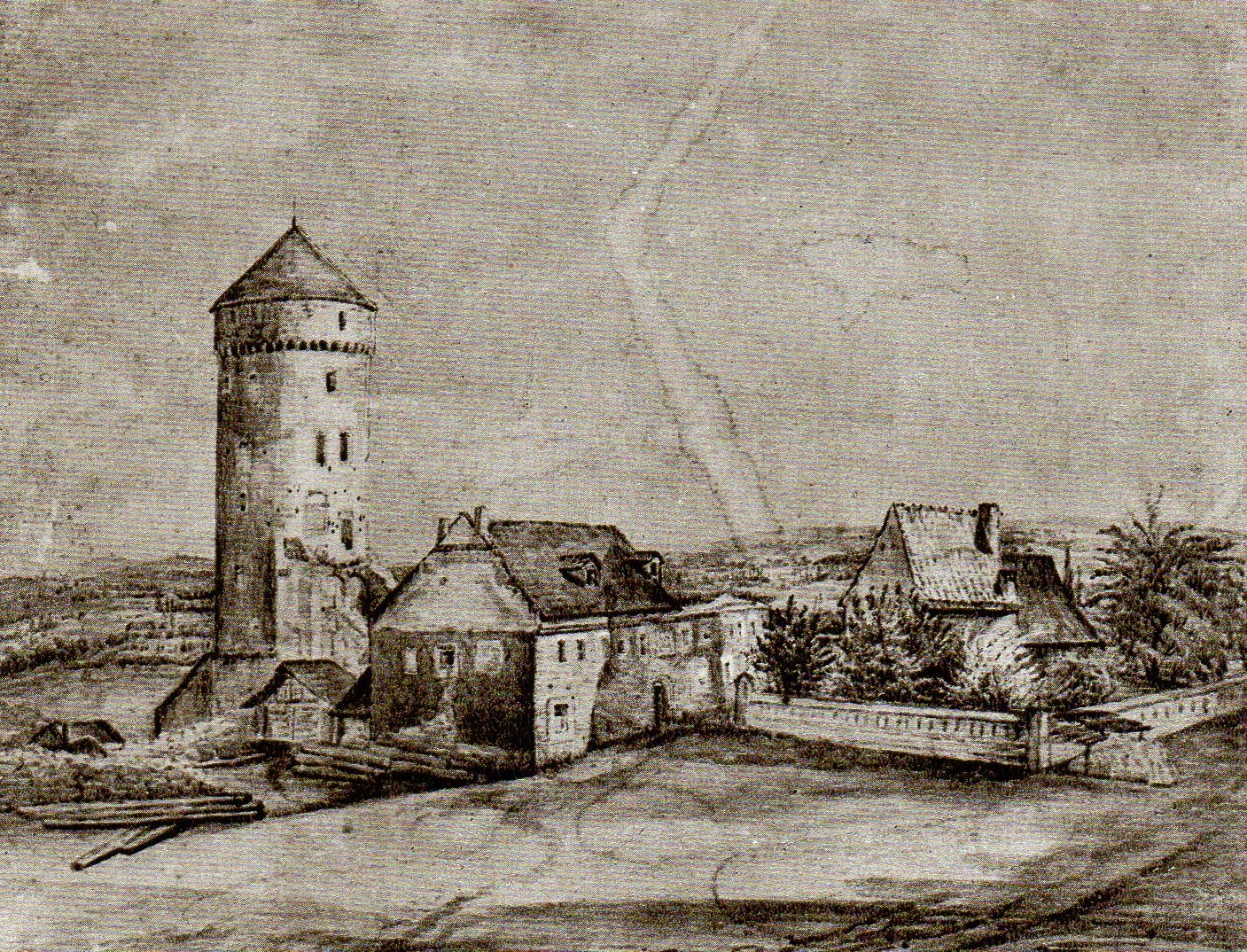
Wzgórze wawelskie od zachodu

Maksymilian Cercha (ur. 12 października 1818 w Krakowie, zm. 29 czerwca 1907 tamże) – malarz, złotnik.

## Życiorys
Ukończył Krakowską Szkołę Rysunku i Malarstwa przy Instytucie Technicznym, uczeń m.in. Jana Nepomucena Głowackiego. Nauczyciel rysunku w krakowskich szkołach. Autor pejzaży, portretów, widoków Krakowa. Jego twórczość ma dużą wartość dokumentacyjną. Żona Leokadia z Burdzińskich Cerchowa, syn Stanisław. Jego twórczość została wydana w 1904 przez syna w dziele Pomniki Krakowa Maksymiliana i Stanisława Cerchów
Pochowany na cmentarzu Rakowickim w Krakowie (pas AC, część południowa).

## Twórczość
- Kobieta w zielonym szalu (1840)
- Popiersie zakonnika (1840) w Muzeum Narodowym w Krakowie
- Morskie Oko (1849)
- Rynek krakowski (1869)
- Widok wschodniej części Rynku krakowskiego (1869) w Muzeum Historycznym Miasta Krakowa
- Kleparz ze szkołą parafialną (1883)